# Ерік Івар Фредгольм
Ерік Івар Фредгольм (7 квітня 1866 – 17 серпня 1927) шведський математик, роботи якого з інтегральних рівнянь і теорії операторів передвіщали теорію гільбертових просторів.